# Bubión
Bubión és un municipi andalús situat en la part nord-oest de la Alpujarra (província de Granada). Limita amb els municipis de Lanjarón, Capileira, La Taha, Pampaneira i Soportújar. Gran part del seu terme municipal pertany al Parc nacional de Sierra Nevada.

## Llocs d'interès
Podem destacar el seu patrimoni arquitectònic urbà: habitatges tradicionals, de terrats plans de "launa" (argila magnèsica de color gris) i bigues de fusta, així com les tècniques de construcció, que s'adapten al gran pendent del terreny. Uns elements característics d'aquests habitatges són les xemeneies coniformes i l'ornamentació en façanes, portes i balcons. Un altre element característic del patrimoni urbà són les fonts i font-rentadors que salpiquen els carrers estrets.
Casa-museu de l'Alpujarra: Mostra com són els interiors i estan distribuïts els espais en una casa de l'Alpujarra així com les seves arts i costums.